# Great Ashfield Castle

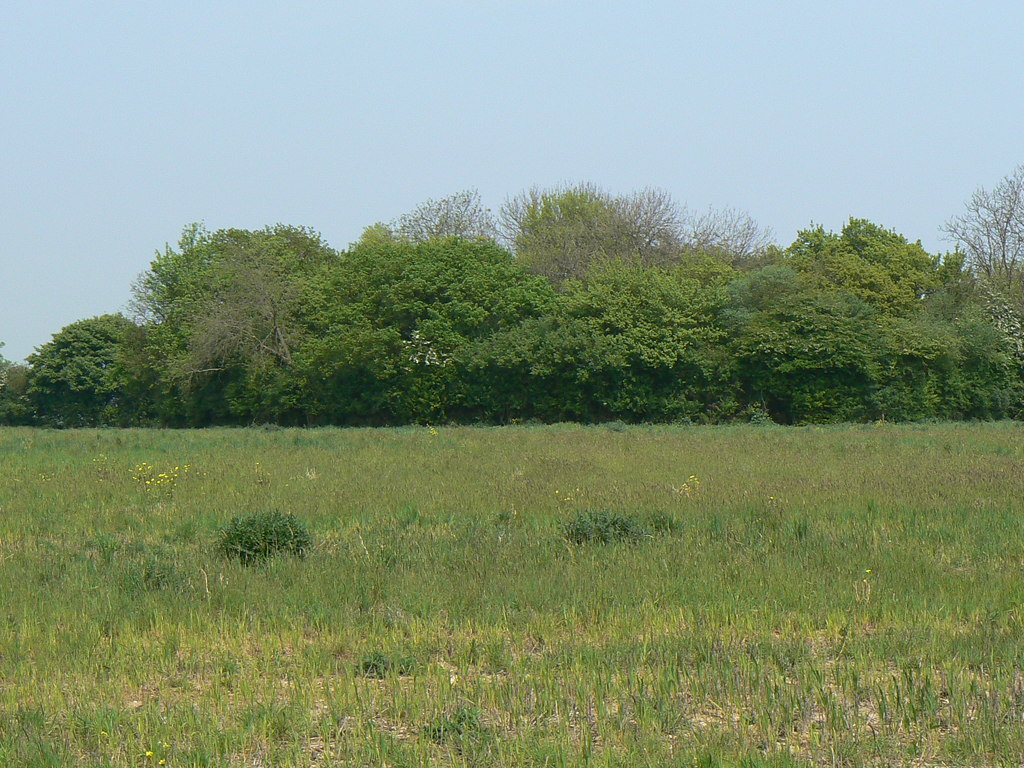
Überwachsene Überreste von Great Ashfield Castle

Great Ashfield Castle, in der Gegend auch Castle Hill genannt, ist eine abgegangene Burg in der Nähe des Dorfes Great Ashfield in der englischen Grafschaft Suffolk.

## Details

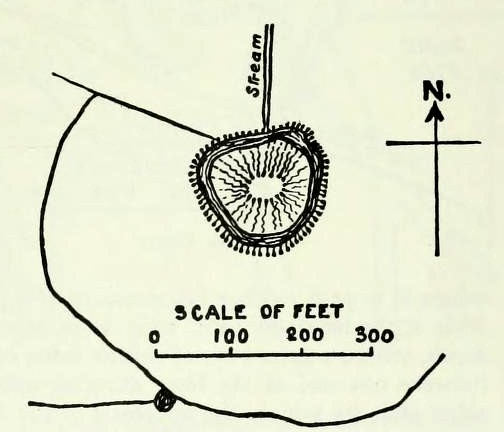
Grundriss von Great Ashfield Castle 1911

Great Ashfield Castle war eine Motte, die Normannen in der Nähe des Dorfes Great Ashfield anlegten. Der Mound hat einen Durchmesser von 39,5 Metern am Fuß und ist 7,3 Meter hoch. Der Mound ist mit einem Graben umgeben, der 5,5 Meter tief und 2,1 Meter breit ist. Untersuchungen legen den Schluss nahe, dass dieser Graben später hinzugefügt wurde.
Heute ist die Burgstall ein Scheduled Monument.